# نهر تينيب
نهر تينيب هو نهر في كاليدونيا الجديدة (مجموعة جزر في المحيط الهادئ تتبع إداريا إلى فرنسا). تبلغ مساحته 12 كيلومترًا مربعًا.  يقع نهر تينيب بين خليج كاتافيلي وخليج غومين.

## شاهد أيضا
- قائمة أنهار كاليدونيا الجديدة